# Edmund Joseph Müller
Edmund Joseph Müller (* 7. Februar 1874 in Marienheide; † 31. Mai 1944 in Köln) war ein deutscher Musikpädagoge.

## Leben und Werk
Edmund Joseph Müller war Schüler des Kölner Konservatoriums. Er wirkte als Dirigent in verschiedenen Städten. Er war Mitbegründer der Musikschule in Düren, dann Obermusiklehrer und Studienrat in Köln. Mit der Umwandlung des Kölner Konservatoriums 1925 zu einer Staatlichen Musikschule wurde Edmund Joseph Müller Leiter der Schulmusikabteilung. 1928 wurde er dort zum Professor ernannt. Er leitete die Abteilung Schulmusik des Kölner Konservatoriums bis 1935. 1928 gründete er den Kölner Volkschor und eine damit verbundene Volkshochschule. Diese wurde später mit der Volkshochschule Köln vereinigt.

## Veröffentlichungen
- Der Gesangunterricht an höheren Knabenschulen (Leipzig 1919)
- Die Musikpflege im neuen Deutschland (= Frankfurter zeitgemäße Broschüren XXXVIII, 9, Hamm 1919)
- Das Lied im Leben (Liederbuch für Mittelschulen, zusammen mit Theo Hennes und Matthias Kloth, Düsseldorf 1940)
- Aufsätze

Edmund Joseph Müller gab von 1925 bis 1928 die Zeitschrift Musik im Leben heraus. Von 1938 bis 1944 war er Redakteur der Zeitschrift Die Kirchenmusik.